# Альваро Еррамеліс
Альваро Еррамеліс (ісп. Álvaro Herraméliz) — граф Алави в першій половині X століття.